# Aqua (satélite)
Aqua, también denominado EOS-PM 1, es un satélite de observación terrestre dedicado al estudio del ciclo del agua (precipitación, evaporación...). Fue construido por TRW.
Fue lanzado el 4 de mayo de 2002 (tras varios retrasos) desde la base aérea de Vandenberg por un cohete Delta II a una órbita heliosincrónica de unos 700 km de altura. Actualmente permanece en dicha órbita junto a otros satélites formando la constelación A-train.
El satélite lleva los siguientes instrumentos:
- CERES: compuesto por dos radiómetros de banda ancha, del espectro visible al infrarrojo (bandas entre 0,3 y 5 micras y entre 8 y 12 micras), mide el equilibrio energético de la atmósfera, así como la radiación ultravioleta solar que es reflejada y absorbida por la superficie, la atmósfera y las nubes.

- AIRS: espectrómetro infrarrojo (entre 3,7 y 15 micras) para realizar perfiles verticales de temperatura y humedad. También incorpora un fotómetro óptico de cuatro bandas, entre 0,4 y 1 micras.

- AMSU-A1 y AMSU-A2: medidores de microondas en 15 canales (entre 15 y 90 GHz para realizar perfiles de temperatura.

- HSB: "Humidity Sounder for Brazil" es un medidor de microondas de cuatro canales (entre 150 y 183 GHz) para obtener perfiles de humedad incluso bajo cubiertas de nubes muy espesas.

- AMSR-E: radiómetro microondas (6,9-89 GHz) japonés para medir la tasa de lluvia mediante la dispersión de microondas por las gotas de agua. También mide vientos y temperatura en la superficie del mar.

- MODIS: cámara espectrómetro en el espectro óptico e infrarrojo (0,4 a 14,5 micras).

## Especificaciones
- Masa total: 3117 kg
- Masa instrumentos: 1082 kg
- Masa propelente: 102 kg
- Propulsión: hidracina
- Perigeo: 699 km
- Apogeo: 706 km
- Inclinación orbital: 98,2 grados
- Sistema eléctrico: 4,86 kW